# Danny Trejo
Danny Trejo, ameriški igralec in zvočni igralec, * 16. maj 1944, Echo Park, Los Angeles, Kalifornija, ZDA.                                                                                                                                           
Trejo je igral v številnih Hollywoodskih filmih. Njegovi filmi vključujejo Vročina (1995), Con Air (1997) in Desperado (1995), zadnji s pogostim sodelavcem Robertom Rodriguezom. Trejo je morda najbolj prepoznaven kot lik Mačete, ki ga je Rodriguez prvotno razvil za filme Vohunski Otroci in se pozneje razširil v Trejovo lastno serijo filmov, namenjeno bolj odraslim občinstvom. Nastopal je v televizijskih oddajah, kot so Breaking Bad, Brooklyn Nine Nine, The X-Files, King of the Hill, The Flash in Sons of Anarchy. Nastopil je tudi v več glasbenih videospotkih Slayer. Njegov glas je tudi v igri Grand Theft Auto: Vice City. 

## Življenje
Trejo je odraščal v kriminalni skupini, kot član uničajoče tolpe in je bil odvisnik od mamil. Ta odvisnost je vplivala na to, da ga je policija večkrat aretirala, kot najstnika. Med prestajanjem zaporne kazni v ameriškem zaporu San Quentin je začel trenirati boks in na koncu postal profesionalni boksar. Sodeloval je v programu Anonimno, da bi končal z drogami. Na enem od teh srečanj je srečal mladega moškega, ki je imel stike v filmski industriji in mu je tudi pomagal, da je pridobil vlogo Andreja Končalovskega v filmu pobegu (Escape), ki je bil uvod v Trejevo filmsko kariero.  

## Filmografija
Vlak z begom (1985) 
Blood In, Blood out (1993) 
Vročina (1995) 
Desperado (1995)
Od zore do mraka (1996)
Anaconda (1997)
Con Air (1997) 
Šest dni sedem noči (1998)
The Replacement Killers (1998)
Van Damme's Inferno (1999)
Reindeer Games (2000)
Animal Factory (2000)
Vohunski otroci (2001)
Bubble Boy (2001)
13 lun (2002)
Vohunski otroci 2: Otok izgubljenih sanj (2002)
The Salton Seal (2002)
Vohunski otroci 3-D: Konec igre (2003)
Nekoč v Mehiki (2003)
Anchorman: The Legend of Ron Burgundy (2004)
The Crow: Wicked Player (2005)
The Devil's Rejects (2005)
Noč čarovnic (2007)
Grindhouse (2007)
Smiley Face (2007)
Fanboys (2008)
Sveti Janez iz Las Vegasa (2009)
Mačet (2010) 
Depredadores (2010)
Smrtna dirka 2 (2011)